# Henri Julien (Maler)

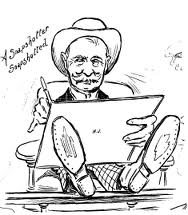
Henri Julien, Selbstporträt

Henri Julien (getauft Octave-Henri Julien; * 14. Mai 1852 in Québec; † 17. September 1908 in Montréal) war ein kanadischer Maler und Karikaturist. Er gilt als erster fest angestellter politischer Karikaturist Kanadas und prägte die kanadische Kunstszene maßgeblich.

## Leben
Henri Julien wurde in Québec geboren und wuchs im Stadtteil Saint-Roch auf. Sein Vater arbeitete als Dreher in einer mechanischen Druckerei, seine Brüder Émile und Télesphore waren ebenfalls in der Druckerei tätig. Frühe Einflüsse auf Henri Juliens künstlerisches Schaffen waren die Karikaturen des Bildhauers Jean-Baptiste Côté und die Landbevölkerung von L'Ange-Gardien, die viele seiner späteren Zeichnungen inspirierten. Aufgrund der beruflichen Tätigkeit seines Vaters zog die Familie häufig um, entsprechend den wechselnden Hauptstädten der Provinz Kanada: Toronto (1855–1859), Québec (1859–1865) und Ottawa (1866–1868). In Ottawa besuchte Henri Julien das College of Ottawa. Später zog er nach Montreal, wo er eine Lehre als Graveur bei Leggo and Company, einem Unternehmen von William Leggo und George-Édouard Desbarats, begann. Dort lernte er Karikaturisten wie Edward Jump kennen, die für Desbarats' Illustrierte Canadian Illustrated News und L'Opinion publique arbeiteten. 1874 begleitete Henri Julien George Arthur French und die North-West Mounted Police auf einer Expedition nach Alberta. Seine Zeichnungen des kanadischen Westens erschienen in den Canadian Illustrated News und in L'Opinion publique und dokumentierten unter anderem den Kampf gegen den illegalen Alkoholhandel in Fort Whoop-Up.
Nach einem sechsmonatigen Aufenthalt in New York kehrte Henri Julien 1888 nach Kanada zurück und wurde Art Director des Montreal Daily Star. Damit war er der erste fest angestellte politische Karikaturist in Kanada. In den folgenden 22 Jahren illustrierte er historische Ereignisse, journalistische Artikel und karikierte Mitglieder des Parlaments in Ottawa. Besondere Aufmerksamkeit erregte er zwischen 1897 und 1900 mit einer Serie von Karikaturen über Wilfrid Laurier und sein Kabinett als Minstrel-Show-Akteure unter dem Titel By-Town Coons. Ab etwa 1875 begann Henri Julien, Szenen aus dem frankokanadischen Landleben darzustellen, ein Thema, das er bis zu seinem Lebensende verfolgte. Ab 1900 widmete er sich verstärkt der Malerei und erhielt Aufträge für Gemälde, die die frankokanadische Kultur zum Thema hatten. Seine Werke wurden unter anderem in der Royal Canadian Academy of Arts (1899 und 1907) und im Salon der Art Association of Montreal (1908) ausgestellt.
Am 17. Oktober 1876 heiratete Henri Julien in Montréal Marie-Louise Legault, genannt Deslauriers († 1924). Von ihren achtzehn Kindern erreichten sieben Töchter und ein Sohn das Erwachsenenalter. Henri Julien starb am 17. September 1908 in Montreal an einem plötzlichen Schlaganfall. Kurz zuvor hatte er bei anscheinend guter Gesundheit mit seinem Sohn das Büro des Montreal Star verlassen. Zum Zeitpunkt seines Todes arbeitete er an Entwürfen für eine Parade zum 300. Jahrestag von Québec.

## Werk

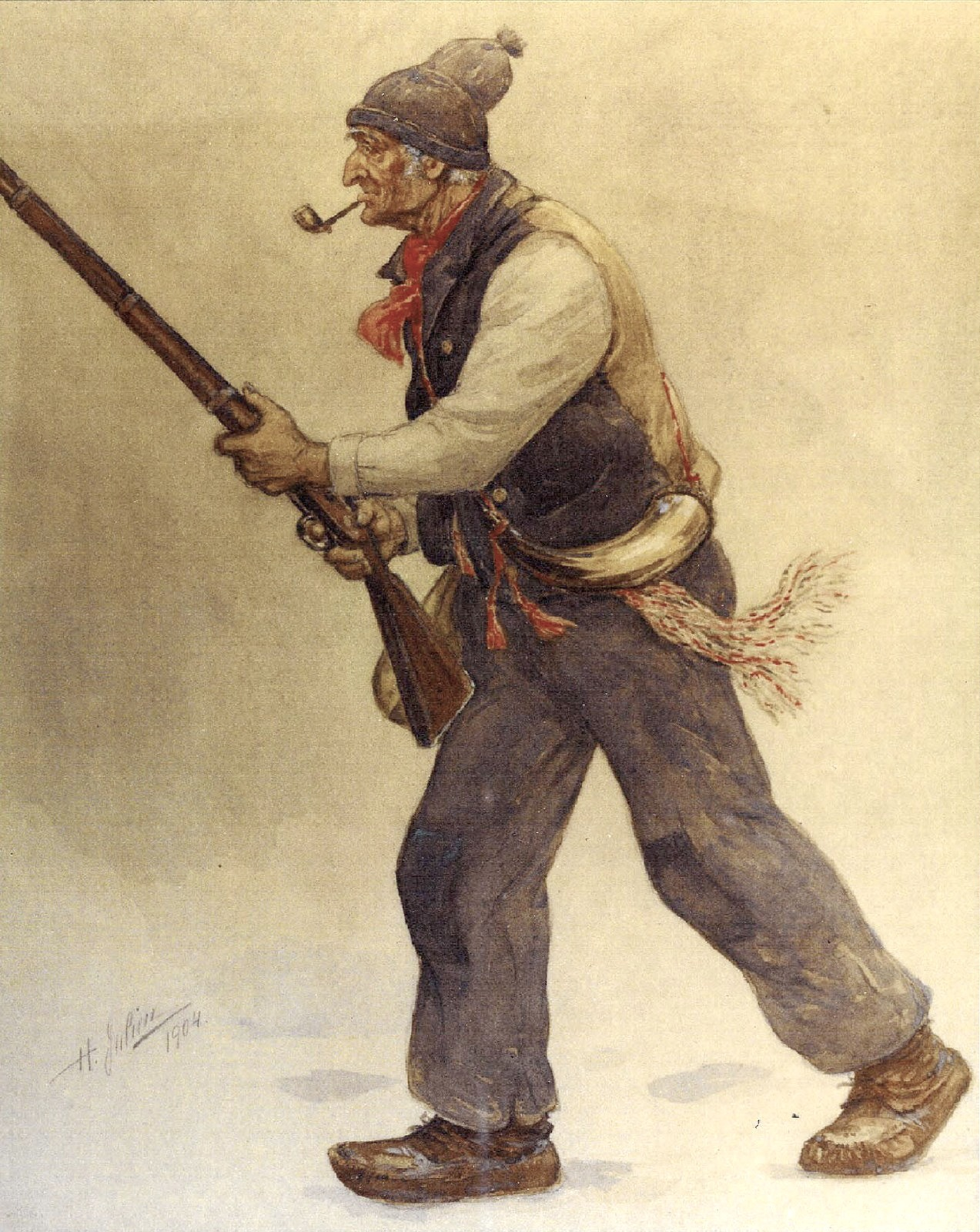
Le Patriote (Der Patriot), 1904

Henri Julien war ein vielseitiger Künstler, der sowohl als Karikaturist als auch als Maler arbeitete. Seine Karikaturen zeichnen sich durch scharfsinnige politische Kommentare und humorvolle Darstellungen des Alltagslebens aus. Besonders bekannt sind seine Illustrationen des ländlichen Lebens in Québec, die ein lebendiges Bild der frankokanadischen Kultur vermitteln. Sein bekanntestes Gemälde La Chasse-galerie (1906) basiert auf einer frankokanadischen Legende über ein fliegendes Kanu und befindet sich heute im Musée national des beaux-arts du Québec. Henri Julien war bekannt für seinen schnellen und präzisen Zeichenstil und seine Fähigkeit, Ausdrücke und Gesten treffend einzufangen. Er illustrierte verschiedene kanadische Publikationen wie Grip, Dominion Illustrated, Favourite, Jester, Canard und Grelot sowie internationale Zeitschriften wie das amerikanische Harper’s Weekly, das britische The Graphic und die französischen Le Monde illustré und L'Illustration.